# Reseda tymphaea
Reseda tymphaea là một loài thực vật có hoa trong họ Resedaceae. Loài này được Hausskn. miêu tả khoa học đầu tiên năm 1886.